# Grand Prix de Thizy
Le Grand Prix de Thizy est une ancienne course cycliste française, organisée de 1921 à 1985 dans la ville de Thizy, située dans le département du Rhône en région Rhône-Alpes.

## Palmarès
| Année | Vainqueur              | Deuxième           | Troisième             |
| ----- | ---------------------- | ------------------ | --------------------- |
| 1921  | Joseph Normand         | Louis Voisin       | Alphonse Grand        |
| 1922  | Achille Souchard       | Pierre Bachellerie | Henri Volland         |
| 1923  | Charles Lacquehay      | Pierre Bachellerie | Charles Mantelet      |
| 1924  | Pierre Bachellerie     | Francis Bouillet   | Guillaume Cecherelli  |
| 1925  | Louis Voisin           | Joseph Normand     | Lazare Venot          |
| 1926  | Paul Filliat           | Louis Voisin       | Joseph Normand        |
| 1927  | Lucien Defond          | Benoît Faure       | Paul Filliat          |
| 1928  | Jean Maréchal          | André Godinat      | Benoît Faure          |
| 1929  | Benoît Faure           | Roger Pipoz        | André Leducq          |
| 1930  | Jean-Baptiste Foraison | Julien Moineau     | Fernand Cornez        |
| 1931  | Joseph Soffietti       | Raymond Louviot    | Léon Fichot           |
| 1932  | Henri Bergerioux       | Henri Poméon       | Francis Bouillet      |
| 1933  | Yves Le Goff           | Joseph Soffietti   | André Godinat         |
| 1934  | André Godinat          | Albert Gabard      | Barthélémy Gerin      |
| 1935  | André Godinat          | Victor Ferrari     | Louis Bonnefond       |
| 1936  | Robert Godard          | Paul Giguet        | Bernardino Scimia     |
| 1937  | Aldo Bertocco          | Robert Godard      | Louis Bonnefond       |
| 1938  | Bruno Carini           | Robert Godard      | Pierre Brambilla      |
| 1942  | Robert Godard          | Maurice Christophe | André Mossière        |
| 1945  | Joseph Soffietti       | Robert Auclerc     | Isidore Garcia        |
| 1946  | Antonin Rolland        | Raymond Guégan     | Jean Pizzichetti      |
| 1947  | Pierre Baratin         | Guy Solente        | François Marchal      |
| 1948  | Raymond Guégan         | Gino Sciardis      | Oreste Bernardoni     |
| 1949  | Nori Amano             | Antonin Rolland    | Amédée Rolland        |
| 1950  | Lucien Lauk            | Gilbert Bauvin     | Antonin Rolland       |
| 1951  | Carlo Conficoni        | Nello Sforacchi    | Paul Giguet           |
| 1952  | Raymond Guégan         | Henri Bertrand     | Jean Dacquay          |
| 1953  | Jean Forestier         | Jean Murgues       | Marius Bonnet         |
| 1954  | Jean Forestier         | Marius Bonnet      | Lucien Brunel         |
| 1955  | André Druère           | Lucien Brunel      | Michel Dufour         |
| 1956  | José Gil Solé          | Lucien Fliffel     | Henri Bertrand        |
| 1957  | Stéphane Klimek        | René Vallat        | Robert Ducard         |
| 1958  | Robert Ducard          | Stéphane Klimek    | Pierre Polo           |
| 1959  | André Geneste          | Stéphane Klimek    | Albert Baldasseroni   |
| 1960  | Gilbert Salvador       | Stéphane Klimek    | Jean Zolnowski        |
| 1961  | Aristide Tarri         | Claude Mazeaud     | Henri Anglade         |
| 1962  | Bernard Beaufrère      | André Geneste      | Emmanuel Busto        |
| 1963  | Michel Descombin       | Claude Mattio      | Jean Forestier        |
| 1964  | Joseph Carrara         | Robert Ducard      | Marcel Ferri          |
| 1965  | Paul Gutty             | Gérard Willer      | Jacky Chantelouve     |
| 1966  | Francis Rigon          | Raymond Gay        | Marcel Ferri          |
| 1967  | Georges Ballandras     | Francis Rigon      | Jacky Chantelouve     |
| 1968  | Francis Rigon          | René Pingeon       | Georges Ballandras    |
| 1969  | Bernard Thévenet       | Michel Lescure     | Jacky Chantelouve     |
| 1970  | Bernard Viel           | Charles Vallet     | Jean-Pierre Puccianti |
| 1971  | Cataldo Averna         | Imbrognio          | Jacky Chantelouve     |
| 1972  | Henri Chavy            | Henri Berthillot   | Daniel Voutat         |
| 1974  | Henri Chavy            | Rémi Perciballi    | Michel Braillon       |
| 1978  | ?                      | ?                  | ?                     |
| 1981  | Jacques Desportes      | Patrick Monier     | Rémi Perciballi       |
| 1983  | Pascal Buffin          | Alexandre Janin    | Gilles DuBuis         |
| 1985  | Didier Maisse          | Antonio Fernandes  | Christian Dauvergne   |